# HK Boudivelnyk Kiev
 (février 2018).
Si vous disposez d'ouvrages ou d'articles de référence ou si vous connaissez des sites web de qualité traitant du thème abordé ici, merci de compléter l'article en donnant les références utiles à sa vérifiabilité et en les liant à la section « Notes et références ».
Le HK Boudivelnyk Kiev (en ukrainien Хокейний клуб «Будівельник», en russe Хоккейный клуб «Будивельник» et en anglais HC Budivelnyk) est un club de hockey sur glace de Kiev en Ukraine. Il s'agit de la section hockey du club omnisports du Boudivelnyk Kiev.

## Historique
Le HK Boudivelnyk est créé le 16 mars 2010 lorsque la Kontinentalnaïa Hokkeïnaïa Liga (KHL) annonce que le président de la section basket-ball, le BK Boudivelnik, Bogdan Gouliamov, signe une lettre d'intention avec la ligue. Le 24 mars, le Boudivelnyk annonce son logo et les bases de son projet de création d'équipe. Le 1er avril, selon la KHL, le HK Boudivelnyk a une chance de rejoindre la ligue grâce aux informations données sur ses infrastructures et ses garanties financières. Le 25 juin, la KHL annonce que l'équipe est incapable de prendre part à la saison 2010-2011 du fait des travaux en cours dans sa patinoire.